# Disco 2000
"Disco 2000" é uma canção da banda britânica Pulp, incluída em seu quinto álbum de estúdio, Different Class (1995). Musicalmente inspirada na música disco, a letra foi baseada nas memórias de infância do vocalista Jarvis Cocker, que era apaixonado pela sua amiga Deborah Bone, mas nunca conseguiu impressioná-la.
"Disco 2000" foi lançada como single em 27 de novembro de 1995 pela Island Records, o terceiro de Different Class. O single alcançou a sétima posição no Reino Unido e figurou em várias outras paradas. O lançamento foi acompanhado de um videoclipe dirigido por Pedro Romhanyi, baseado na história contada na capa do single. Desde então, tornou-se uma das faixas mais famosas do Pulp e recebeu aclamação da crítica.

## Antecedentes e letra
"Disco 2000" conta a história de um narrador que se apaixona por uma amiga de infância chamada Deborah, que é mais popular do que ele, enquanto se pergunta como seria um futuro encontro quando fossem mais velhos. O vocalista Jarvis Cocker baseou a letra em uma garota que conhecera quando criança, e afirmou: "a única parte que não é verdade é o papel de parede de madeira". Ele elaborou:

Havia uma menina chamada Deborah, ela nasceu no mesmo hospital que eu. Não com uma hora de diferença — acho que foram umas três horas — mas não dá para encaixar 'três horas' na música sem ter que correr para cantar!... Mas, sabe, a coisa toda era basicamente a mesma — eu gostei dela por anos e então ela começou a se tornar uma mulher e seus seios começaram a crescer, então todos os meninos gostavam dela. Eu não tive a mínima chance. Mas eu costumava ficar do lado de fora da casa dela às vezes e coisas assim.
A personagem feminina foi baseada em uma amiga de infância de Cocker, Deborah Bone, que se mudou de Sheffield para Letchworth quando tinha dez anos. Como a letra sugere, ela se casou e teve filhos. Bone refletiu mais tarde: "Minha reivindicação à fama é crescer e dormir com Jarvis Cocker, bem, alguém tinha que fazer isso, e foi tudo perfeitamente inocente! Disseram-me e gosto de acreditar que sou a Deborah do hit número 1 'Disco 2000', mas nunca nos encontramos na fonte no final da estrada". A fonte referida como o ponto de encontro era Goodwin Fountain, anteriormente localizada em Fargate, no centro da cidade de Sheffield.

## Posição nas paradas musicais
| Parada (1995–1996)                    | Melhor posição |
| ------------------------------------- | -------------- |
| Austrália (ARIA)                      | 35             |
| Áustria (Ö3 Austria Top 75)           | 14             |
| Dinamarca (Tracklisten)               | 9              |
| Europa (Eurochart Hot 100)            | 29             |
| Finlândia (Suomen virallinen lista)   | 9              |
| Alemanha (Offizielle Deutsche Charts) | 47             |
| Hungria (Mahasz)                      | 8              |
| Islândia (Íslenski Listinn Topp 40)   | 2              |
| Irlanda (IRMA)                        | 13             |
| Escócia (Scottish Singles Chart)      | 8              |
| Suécia (Sverigetopplistan)            | 41             |
| Reino Unido (UK Singles Chart)        | 7              |

| Parada (1995)             | Posição |
| ------------------------- | ------- |
| Reino Unido (OCC Singles) | 72      |

| Parada (1996)                       | Posição |
| ----------------------------------- | ------- |
| Islândia (Íslenski Listinn Topp 40) | 52      |

## Certificações
| Região                                                                                                  | Certificação | Vendas   |
| --- | ------------ | -------- |
| Reino Unido (BPI)                                                                                       | Platina      | 600,000^ |
| *números de vendas baseados somente na certificação ^números de vendas baseados somente na certificação |              |          |